# Emil Vogt (architetto)
Emil Vogt (Lucerna, 2 luglio 1863 – Lucerna, 7 agosto 1936) è stato un architetto svizzero.
Si laureò in architettura al Politecnico di Zurigo e lavorò con Gustav Gull, Othmar Schnyder, Paul Segesser e presso lo studio Citterio di Milano (1888-91). Nel 1891 aprì un proprio studio a Lucerna, collaborando con Oskar Balthasar. Si distinse nella progettazione di oltre 20 rinomati alberghi destinati al nascente turismo di massa, sviluppando un innovativo sistema ad appartamenti. Tra gli edifici di maggior pregio figurano l'Hôtel Monopol & Metropole di Lucerna (1898-99), l'Hotel Excelsior di Roma (in collaborazione con Balthasar e Otto Maraini, 1903-06), dove si occupò anche del vicino Hotel Palace in collaborazione con Marcello Piacentini, l'Hôtel Carlton a Sankt Moritz (1912-13) e il King David Hotel a Gerusalemme (1929-31). Fu membro della SIA (dal 1891) e massone (dal 1894).